# Phlogiellus baeri
Phlogiellus baeri är en spindelart som först beskrevs av Simon 1877.  Phlogiellus baeri ingår i släktet Phlogiellus och familjen fågelspindlar.
Artens utbredningsområde är Filippinerna. Inga underarter finns listade i Catalogue of Life.